# Baltasar de Losada y Torres
 Baltasar de Losada y Torres (Madrid, 22 de diciembre de 1861-Madrid, 2 de enero de 1935), XV conde de Maceda y IX de San Román, grande de España, fue un aristócrata español que sirvió en la Real Casa. 

## Vida y familia
Era hijo primogénito de Baltasar de Losada y Miranda, XIV conde de Maceda, y de María Luisa de Torres y Barrenechea su primera mujer. 
Contrajo matrimonio el 28 de mayo de 1885 con Lucía Ozores y Saavedra, hija del  señor de la Casa de Rubianes y nieta materna del duque de Rivas. 
Sirvió desde joven en Palacio como gentilhombre de Cámara de S.M. con ejercicio y servidumbre. Fue diputado a Cortes electo por Orense. En 1903 accedió al oficio de primer montero del rey Alfonso XIII, en el que serviría durante veinticuatro años. En 1909 falleció su padre, a quien sucedió en la casa, y en 1917 el rey le nombró senador vitalicio.
En 1927, por fallecimiento del marqués de Viana, el rey le nombró su caballerizo mayor, oficio al que era anejo el de montero y ballestero mayor y que desempeñaría hasta la caída de la monarquía en abril de 1931. En mayo de este año, un Decreto del Ministerio de Hacienda suprimió de las nóminas de personal los cargos y puestos «de carácter suntuario y honorífico como Monteros, Sumilleres, ...» Falleció cinco años después.